# P. Bruneau & Cie.
P. Bruneau & Cie. war ein französischer Hersteller von Automobilen und Motorrädern.

## Unternehmensgeschichte
Das Unternehmen hatte seinen Hauptsitz in Paris. Dort fertigte es zwischen 1901 und 1910 Automobile. Der Markenname lautete Bruneau. Außerdem entstanden in einem Zweigwerk an der Rue Deslandes in Tours zwischen 1901 und 1910 Motorräder. Bis mindestens 1923 fertigte das Zweigwerk auch Stationärmotoren. Es ist nicht bekannt, wann das Unternehmen aufgelöst wurde.

## Fahrzeuge
Zu den Automobilen sind keine Details bekannt.
Die Motorräder waren teilweise mit Einbaumotoren anderer Hersteller wie Zurcher ausgestattet. Bei einem Motor handelte es sich um einen Zweizylindermotor mit 500 cm³ Hubraum.

Im Oktober 1901 nahm Barret mit einer Bruneau Motocyclette am Motorradrennen Critérium des Motocycles über 100 km im Pariser Parc-des-Princes teil und wurde Zweiter in seiner Klasse. Der Einzylindermotor hatte 1¼  PS, Bohrung × Hub betrugen 62 mm × 70 mm.

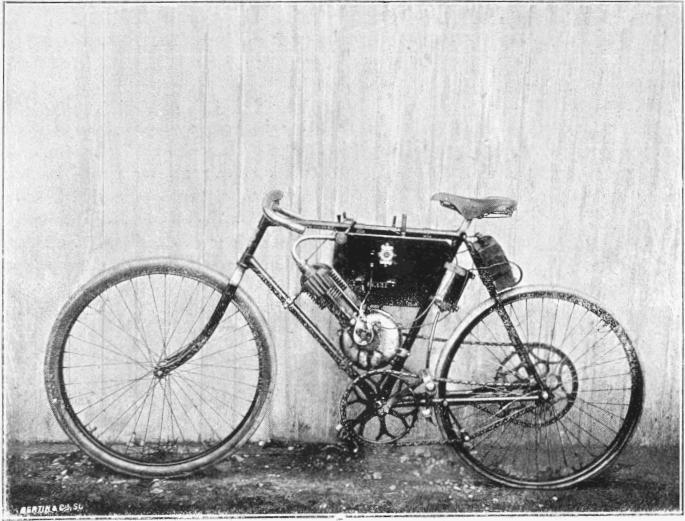
Bruneau Motocyclette 1¼ CV (1901)